# Toxicity (canción)
«Toxicity» —en español: «Toxicidad»— es una canción de la banda de rock, System of a Down. Se encuentra en el segundo álbum del grupo, titulado con el mismo nombre, lanzado como su segundo sencillo oficial.

## Composición
El tema fue escrito por Serj Tankian, mientras que la música por Daron Malakian y Shavo Odadjian. Durante una actuación de la banda en el Download Festival 2005, Malakian declaró que esta canción trata sobre el trastorno por déficit de atención con hiperactividad.
En una entrevista para Loudwire con el actor Rainn Wilson, Serj Tankian explicó el estribillo de la canción «Somewhere between the sacred silence and sleep» (en alguna parte entre el silencio sagrado y dormir):

El silencio sagrado alude a la forma de entender la espiritualidad de los nativos americanos y es el lugar al que vas si meditas. Todo se pierde y todo se encuentra a través de los diferentes velos del silencio sagrado. Y dormir, sabemos qué es dormir. Entonces, ‘un punto intermedio’ es algo hermoso porque creo que cuando la gente se va a dormir -el sueño REM-, cuando eso se activa, hay un momento en el que estás meditando y simplemente no te das cuenta. El estribillo se refiere a ese momento, a ese momento único y específico.

## Video musical
El vídeo musical fue dirigido por Odadjian y por el director Marcos Siega. En éste se muestra a personas en las calles de una ciudad, y los torsos de los miembros del grupo con un reflejo de un proyector mientras tocan. El guitarrista, Malakian, también sale tocando con parte del uniforme del equipo de hockey, Los Angeles Kings.

## Apariciones
La canción es jugable en el videojuego Guitar Hero Metallica. La canción ocupó el puesto número 14 de las «40 mejores canciones de metal» según VH1.

## Lista de canciones

### Toxicity (maxisencillo)
| N.º | Título               | Duración |  |
| 1.  | «Toxicity»           |          |  |
| 2.  | «X» (Live)           | 3:02     |  |
| 3.  | «Suggestions» (Live) | 2:44     |  |
| 4.  | «Marmalade»          |          |  |
| 5.  | «Toxicity» (Video)   | 3:43     |  |

### Toxicity (Tour Australiano)
Todas las letras escritas por Serj Tankian.
| N.º | Título               | Música             | Duración |  |
| 1.  | «Toxicity»           | Odadjian, Malakian | 3:39     |  |
| 2.  | «X» (Live)           | Malakian           | 3:05     |  |
| 3.  | «Suggestions» (Live) | Malakian           | 2:44     |  |
| 4.  | «Sugar» (Video)      | Odadjian, Malakian | 3:28     |  |

### Toxicity (Lanzamiento en Inglaterra)

#### CD1
Todas las letras escritas por Serj Tankian.
| N.º | Título               | Música             | Duración |  |
| 1.  | «Toxicity»           | Odadjian, Malakian | 3:42     |  |
| 2.  | «X» (Live)           | Malakian           | 3:05     |  |
| 3.  | «Suggestions» (Live) | Malakian           | 2:44     |  |

#### CD2
| N.º | Título      | Letras        | Música             | Duración |  |
| 1.  | «Toxicity»  | Tankian       | Odadjian, Malakian | 3:41     |  |
| 2.  | «Marmalade» | Tankian       | Malakian           | 3:02     |  |
| 3.  | «Metro»     | John Crawford | Crawford           | 3:00     |  |

### Toxicity (Edición Limitada en 7")
Todas las letras escritas por Serj Tankian.
| N.º | Título     | Música             | Duración |  |
| 1.  | «Toxicity» | Odadjian, Malakian | 3:39     |  |
| 2.  | «Störagéd» | Malakian           | 1:19     |  |

### Toxicity (Sencillo Promocional)
| N.º | Título        | Letras            | Música             | Duración |  |
| 1.  | «Toxicity»    | Tankian           | Odadjian, Malakian | 3:39     |  |
| 2.  | «Prison Song» | Tankian, Malakian | Malakian           | 1:58     |  |
| 3.  | «X»           | Tankian           | Malakian           |          |  |

## Posicionamiento en listas
| Listas (2002)                           | Mejor posición |
| --------------------------------------- | -------------- |
| Alemania (Media Control AG)             | 88             |
| Australia (ARIA)                        | 39             |
| Bélgica (Ultratip flamenca)             | 10             |
| Estados Unidos (Billboard Hot 100)      | 70             |
| Estados Unidos (Modern Rock Tracks)     | 3              |
| Estados Unidos (Mainstream Rock Tracks) | 10             |
| Irlanda (IRMA)                          | 47             |
| Países Bajos (Mega Single Top 100)      | 75             |
| Reino Unido (UK Singles Chart)          | 25             |
| Suiza (Schweizer Hitparade)             | 90             |

## Otros usos
- La canción fue sampleada por el rapero estadounidense Lil B, en su canción "I'm The Rap God" incluida en su mixtape 05 Fuck Em editado en 2013.[13]